# Купуния, Феня Петровна
Феня Петровна Купуния (1919 год, село Ахалсопели, Зугдидский уезд, Грузинская демократическая республика — неизвестно, село Ахалсопели, Зугдидский район, Грузинская ССР) — колхозница колхоза имени Берия Зугдидского района, Грузинская ССР. Герой Социалистического Труда (1951).

## Биография
Родилась в 1919 году в крестьянской семье в селе Ахалсопели Зугдидского уезда. В послевоенные годы трудилась рядовой колхозницей на чайной плантации колхоза имени Берия (с 1953 года — колхоз имени Ленина) Зугдидского района.
В 1950 году собрала 6245 килограмма сортового зелёного чайного листа на участке площадью 0,5 гектара. Указом Президиума Верховного Совета СССР от 1 сентября 1951 года удостоена звания Героя Социалистического Труда за «получение в 1950 году высоких урожаев сортового зелёного чайного листа и винограда» с вручением ордена Ленина и золотой медали «Серп и Молот» (№ 6179).
Этим же указом званием Героя Социалистического Труда были награждены бригадир Шалва Дзукуевич Чургулия, звеньевой Бабуши Самсонович Купуния, колхозницы Домника Ерастовна Бебурия, София Максимовна Давитаия, Жужуна Джуруевна Купуния, Дуня Петровна Макацария, Лонди Александровна Пажава, Люба Датаевна Сахокия, Валентина Ивановна Срибнова и Шура Теймуразовна Чачуа.
После выхода на пенсию проживала в родном селе Ахалсопели Зугдидского района. Дата смерти не установлена.